# Kisperecsentanya
Kisperecsentanya (Periceiu Mic), település Romániában, a Partiumban, Szilágy megyében.

## Fekvése
Szilágyperecsen mellett fekvő település.

## Története
Kisperecsenytanya korábban Szilágyperecsen része volt. 1956-ban vált önálló településsé 90 lakossal.
A 2002-es népszámláláskor 33 román lakosa volt.